# Herman Grizzard
Herman Grizzard (* 14. Juli 1900 in Nashville, Tennessee, USA; † 25. April 1971 ebenda) war ein US-amerikanischer Radio-Discjockey, der in den 1940er bis 1970er Jahren durch das Spielen von Rhythm and Blues und anderer Musik beim Radiosender WLAC in Nashville bekannt wurde. Grizzard war einer der Moderatoren einer abendlichen Serie von vier Programmen des Senders. Er teilte sich den Programmblock mit „John R.“ Richbourg, Bill „Hoss“ Allen und Gene Nobles; zusammen waren sie als „50.000-Watt-Quartett“ bekannt.
Grizzard begann in den 1930er Jahren für WLAC zu arbeiten. Bis Mitte der 1940er Jahre moderierte er verschiedene Sendungen. 1950 beteiligte sich Grizzard an der Umstellung des Senders auf ein Nachtformat mit R&B, Soul und Gospelmusik. Der Sender entwickelte das Programm, um Werbung an afroamerikanisch-orientierte Produkte und Unternehmen zu verkaufen.
Viele Jahre lang wurde Grizzards Programm von Buckley’s, einem örtlichen Plattenladen in Nashville, gesponsert. Der Laden befand sich in der Church Street in der Nähe der Innenstadt und des Campus der Vanderbilt University. Der größte Teil von Grizzards Programms war der Werbung für die Angebote des Ladens gewidmet. Buckley’s betrieb zusammen mit Randy’s Record Shop im nahegelegenen Gallatin (Sponsor der Programme von Gene Nobles und Bill Allen) und Ernie’s Record Mart (Sponsor des Programms von John Richbourg) einen großen Versandhandel. Sie boten vielen Kunden die Möglichkeit, Musik zu kaufen, die vor den späten 1950er Jahren für viele Euro-Amerikaner nicht ohne weiteres erhältlich war, zumindest nicht bei „seriösen“ Verkaufsstellen. Das Angebot von Buckley’s bestand hauptsächlich aus Aufnahmen lokaler Künstler bei in Nashville ansässigen Labels. Grizzard nahm diese Musik großzügig in sein Programm auf.